# جنگ ستارگان (فیلم)
جنگ ستارگان (انگلیسی: Star Wars)؛ که بعدها با عنوان جنگ ستارگان: قسمت ۴ – امیدی تازه نامگذاری شد) یک فیلم آمریکایی در ژانر اپرای فضایی حماسی به نویسندگی و کارگردانی جرج لوکاس است که در سال ۱۹۷۷ منتشر شد. تولید این فیلم بر عهدهٔ لوکاس فیلم بوده‌است و توسط فاکس قرن بیستم عرضه شده‌است. مارک همیل، هریسون فورد، کری فیشر، پیتر کوشینگ، الک گینس، دیوید پراوز، جیمز ارل جونز، آنتونی دنیلز، کنی بیکر و پیتر میهیو ستارگان فیلم هستند. این نخستین قسمت سه گانهٔ اصلی جنگ ستارگان، نخستین فیلم این فرنچایز و چهارمین قسمت از «حماسهٔ اسکای‌واکر» است. داستان در قالب «مدت‌ها پیش» در دنیایی خیالی که تحت سلطه مستبدانه امپراتوری کهکشانی است، بر روی گروهی از مبارزان آزادی خواه به نام ائتلاف شورشیان، با هدف نابودی ستاره مرگ (سلاح مخوف امپراتوری)، تمرکز دارد. هنگامی که شاهزاده لیا، رهبر شورشیان، توسط امپراتوری دستگیر می‌شود، لوک اسکای‌واکر نقشه‌های دزدیده شده ستاره مرگ را به دست می‌آورد و قصد دارد او را نجات دهد، و در همین هنگام قدرت متافیزیکی معروف به "نیرو" را از استاد جدای، اوبی‌وان کنوبی، می‌آموزد.
لوکاس در آن زمان که اولین فیلم خود به‌نام تی‌اچ‌اکس ۱۱۳۸ (۱۹۷۱) را تکمیل کرده بود، ایده‌ای از ساخت فیلمی علمی تخیلی مشابه فلش گوردون را داشت و پس از انتشار دیوارنویسی آمریکایی (۱۹۷۳) کار بر روی توسعهٔ پیش‌نویسی از فیلم‌نامه را آغاز کرد. پس از بازنویسی های گوناگون، فیلم‌برداری طی سال های ١٩٧۵ و ١٩٧۶ در مکان هایی شامل تونس و الستری استودیوز انگلستان انجام شد. تولید فیلم وضعیت آشفته‌ای داشت و بازیگران و عوامل درگیر معتقد بودند که فیلم شکست خواهد خورد. لوکاس شرکت جلوه های ویژه اینداستریال لایت اند مجیک را، برای کمک به ساخت جلوه های ویژه فیلم، تشکیل داد. همچنین به دلیل تاخیر ٣ میلیون دلار از بودجه خارج شد.
جنگ ستارگان پس از تولید با وضعیتی آشفته، در ۲۵ مهٔ ۱۹۷۷ در شماری محدود از سینماهای ایالات متحده به نمایش درآمد و به سرعت تبدیل به یک فیلم پرفروش شد. فروش بالای این فیلم منجر به انتشار گسترده‌تر آن شد. این فیلم مورد تحسین منتقدان قرار گرفت و همچنین برای جلوه‌های بصری پیشگامانه‌اش ستایش شد. این فیلم در مجموع ۷۷۵ میلیون دلار (بیش از ۵۵۰ میلیون دلار در اکران اولیه) فروش داشت و با پشت سر گذاشتن آرواره‌ها (۱۹۷۵) به پرفروش‌ترین فیلم آن زمان تا پس از اکران ئی.تی. موجود فرازمینی (۱۹۸۲) بدل شد. با احتساب تورم، جنگ ستارگان دومین فیلم پرفروش آمریکای شمالی (پس از بربادرفته) و چهارمین فیلم پرفروش جهان است. این فیلم نامزد دریافت ده جایزهٔ اسکار (از جمله بهترین فیلم) شد و درنهایت توانست هفت تایش را کسب کند. این فیلم در سال ۱۹۸۹ یکی از ۲۵ فیلم اولیه‌ای بود که از سوی کتابخانهٔ کنگرهٔ ایالات متحده برای حفظ در فهرست ملی ثبت فیلم (به این دلیل که «از نظر فرهنگی، تاریخی یا زیبایی‌شناختی قابل توجه است») انتخاب شد. این فیلم در آن زمان جدیدترین فیلم در این فهرست ثبت بود و تنها فیلمی بود که از دههٔ ۱۹۷۰ انتخاب شد. در سال ۲۰۰۴، موسیقی متن آن برای ثبت در فهرست ملی ضبط اصوات انتخاب شد و یک سال بعد از سوی انستیتوی فیلم آمریکایی به عنوان بهترین موسیقی فیلم تمام دوران معرفی شد. جنگ ستارگان امروزه از سوی بسیاری از اشخاص در صنعت فیلم‌برداری به عنوان یکی از بزرگ‌ترین و مهم‌ترین فیلم‌های تاریخ سینما شناخته می‌شود.
این فیلم چندین بار با پشتیبانی لوکاس مجدداً اکران شده‌است —به ویژه با بیستمین سالگرد «نسخهٔ ویژه» سینمایی— و شامل بسیاری از تغییرات از جمله تصویر تولیدشده کامپیوتری تغییر یافته، دیالوگ تغییر یافته، عکس‌های ویرایش مجدد، موسیقی متن موسیقی مجدد و صحنه‌های اضافه است. این فیلم به یک پدیدهٔ پاپ-فرهنگی بدل شد و چندین صنعت از محصولات وابسته نظیر رمان، کمیک، بازی‌های ویدئویی، جاذبه‌های پارک تفریحی و کالاهایی از جمله اسباب بازی، بازی، لباس و بسیاری دیگر از آثار اسپین‌آف راه‌اندازی کرد. موفقیت این فیلم باعث ساخت دو دنبالهٔ دیگر به‌نام‌های امپراتوری ضربه می‌زند (۱۹۸۰) و بازگشت جدای (۱۹۸۳) شد که از لحاظ تجاری موفق و با تحسین منتقدان همراه بودند. سپس سه‌گانهٔ پیش‌درآمد و سه‌گانهٔ دنباله، دو فیلم گلچین و چندین مجموعهٔ تلویزیونی اسپین‌آف از این اثر پدید آمد.

## طرح داستان
دو ربات به دنبال اوبی وان کنوبی می‌گردند در این راه لوک اسکای‌واکر جوان برای کمک به آن‌ها سیاره محل سکونت خود را همراه با اوبی وان و هان سولو ترک می‌کند، تا برای نجات پرنسس لیا و کهکشان به سایر شورشیان بپیوندد. فیلم با حملهٔ ناوگان امپراطوری به یک کشتی سیاسی متعلق به جمهوری آلدران آغاز می‌شود و با ماجرای لوک اسکای‌واکر و ابی وان کنوبی از تاتویین تا یاوین ۴ به پایان می‌رسد.
لوک نزد عمویش بزرگ می‌شود، و از خانواده‌اش اطلاعات چندانی ندارد؛ تا اینکه یک روز، عمویش دو دروید برای کار در مزرعه می‌خرد. درویدها همان سی تری پی او و آر تو دی تو هستند که از سفینه لیا اورگانا که توسط دارت ویدر مورد بازرسی قرار گرفته، فرار کرده‌اند. آر تو دی تو حامل پیامی برای اوبی وان کنوبی است که اکنون در سیاره تاتویین زندگی می‌کند. اوبی‌وان سال‌هاست که نام اصلی‌اش را بازگو نکرده و مانند راهبی گوشه‌نشین در دل بیابان زندگی می‌کند. همه او را به نام بنِ پیر می‌شناسند. لوک موفق می‌شود، پیام ضبط شده در آر تو دی تو را که به صورت هولوگرام است، مشاهده کند.
پیام را خود پرنسس لیا ضبط کرده‌است. لوک با مشاهده همان پیام نسبت به ماجرا کنجکاو می‌شود. پیام خطاب به اوبی وان کنوبی است، و لوک که کسی را به این نام نمی‌شناسد، احتمال می‌دهد منظور همان بن پیر باشد. آر تو دی تو از دست لوک فرار می‌کند تا پیام را به اوبی وان برساند. لوک برای پیدا کردن دروید، به برهوت جاندلند می‌رود که سکونتگاه موجودات بدوی یا آدم شنی هاست. او توسط آدم شنی‌ها مورد حمله قرار می‌گیرد ولی بن پیر او را نجات می‌دهد. آنجاست که لوک با خبر می‌شود، پدرش یک شوالیه جدای و شاگرد اوبی وان بوده‌است. اوبی‌وان به او می‌گوید پدرش در جدال با شخصی با نام دارث ویدر کشته شده، و شمشیر پدرش را به او نشان می‌دهد. لوک تصمیم می‌گیرد به انقلابیون بپیوندد، و هر طور شده پرنسس لیا را پیدا کند. اوبی‌وان به لوک که آخرین امید جدای‌ها و امپراطوری به حساب می‌آید، تعلیم می‌دهد و او را با مفاهیم فراموش شدهٔ آیین جدای آشنا می‌سازد.

## بازیگران
- مارک همیل در نقش لوک اسکای‌واکر: یکی از خلبانان ائتلاف شورشی و شاگرد جدای
- هریسون فورد در نقش هان سولو: یک قاچاقچی و کاپیتان میلینیوم فالکون
- کری فیشر در نقش لیا اورگانا: یکی از رهبران ائتلاف شورشی
- پیتر کوشینگ در نقش گرند ماف تارکین
- الک گینس در نقش اوبی وان کنوبی
- آنتونی دنیلز در نقش سی‌تری‌پی‌او: یک دروید پروتکل انسان نما
- دیوید پراوز / جیمز ارل جونز (صداپبشه) در نقش دارث ویدر: یک لرد قدرتمند سیت
- پیتر میهیو در نقش چوباکا: دوست ووکی وفادار هان و کمک خلبان
- کنی بیکر در نقش R2-D2: یک دروید نجومی